# 竹腰氏
竹腰氏（たけのこしし）は、武家・華族だった日本の氏族。江戸時代に尾張国名古屋藩主徳川家の付家老だった家だが、明治維新後に美濃国今尾藩を維新立藩することが認められて独立大名となり、華族の男爵家に列せられた。

## 歴史

### 封建時代
応仁年中に美濃国羽栗郡竹ヶ鼻城に住したという。西美濃十八人将の一人に数えられる本巣郡唯越城主竹腰守久は天文・弘治・永禄の頃に住したという。また各務郡岩田城は竹腰重綱と竹腰尚綱の居城だったという。。この一族は多いものの、系図はよくわかっていない。
戦国時代には美濃斎藤氏の重臣だった。大垣城主竹腰道鎮は長良川の戦いで斎藤義龍側に付いて戦死したが、その息子の柳沢城主竹腰尚光も斎藤家重臣として名前が見える。
竹腰正時の子竹腰正信の生母亀は、徳川家康の側室となり、尾張藩の祖である徳川義直を産んだ。慶長12年（1607年）に正信は異父弟義直の後見役となり、美濃国今尾城に住して美濃で2万石、尾張で1万石の都合3万石を領する尾張藩付家老となった。子孫も尾張藩付家老・今尾城主家を世襲して明治維新まで続いた。

### 明治以降
最後の今尾城主竹腰正舊は、王政復古後の慶応4年・明治元年（1868年）1月24日付けで尾張藩から独立しての維新立藩を許されて美濃国今尾藩主となった。同年10月、尾張藩と無縁になったことを受けて尾張国内の1万石は尾張藩に返還するよう命じられて返還を行った。明治2年（1869年）に版籍奉還で今尾藩知事に任じられた。明治3年（1870年）には尾張藩に返還されていた尾張国内の1万石の地を再び管轄するよう命じられた。明治4年7月14日の廃藩置県まで藩知事を務めた。
明治2年（1869年）6月17日の行政官達で公家と大名家が統合されて華族制度が誕生すると竹腰家も大名家として華族に列した。明治17年（1884年）7月7日の華族令の施行で華族が五爵制になると、同月8日に「一新後に華族に列せられたる者」として正巳が男爵に列せられた。
正巳は貴族院の男爵議員に2回当選して務めた。
その養子正文（東久世通禧伯爵の子）の代に竹腰男爵家の邸宅は東京市芝区白金三光町にあった。墓所は西久保の天徳寺。